# Аврит, Нита
Нита Аврит (фр. Nita Avrith; 1 января 1986 года, в Уэстмаунте, провинция Квебек) — канадская конькобежка, специализирующаяся в шорт-треке. Двукратная призёр чемпионатов мира.

## Биография
Нита Аврит с раннего детства занималась фигурным катанием и хоккеем, также соревновалась в легкой атлетике в средней школе. Конькобежным спортом начала заниматься в возрасте 12 лет в клубе "Montréal - Gadbois". Её тренировал Себастьян Крос в центре подготовки в Монреале. 
Она отобралась в национальную сборную на сезон 2006/07 гг. и участвовала в октябре 2006 года на Кубке мира в Чанчуне, где заняла лучшее 9-е место в беге на 1500 м. В марте 2007 года на чемпионате мира в Милане выиграла бронзу эстафеты и ещё одну бронзовую медаль взяла на командном чемпионате мира в Будапеште. 

## Личная жизнь
Нита Аврит окончила Университет Макгилла и получила степень бакалавра, также окончила Медицинскую школу Святого Георгия в 2015 году со степенью доктора медицинских наук, и закончила ординатуру по неотложной медицине в Университете Южной Флориды в 2018 году. После этого получила степень MPH в Школе общественного здравоохранения почтальона Колумбийского университета и присоединился к Маунт Синай Морнингсайд/Уэст в качестве стипендиата и участника по глобальному здравоохранению. Изучает Международная медицину и медицину катастроф.
Нита Аврит увлекается путешествиями, сноубордом, скалолазанием, кулинарией, просмотром фильмов.